# Tirano
Tirano (lombardul: Tiràn, németül: Thiran, romansul: Tiraun) város Olaszország északi részén, a Valtellina tájegységben, Sondrio megyében. A svájci határ mentén fekszik. Keresztülfolyik rajta az Adda és érinti annak jobb oldali mellékfolyója, a Poschiavino.

## Népesség
A település népessége az elmúlt években az alábbi módon változott:
| Lakosok száma | 9078 | 9050 | 8828 |
|               | 2017 | 2018 | 2023 |

## Közlekedés
A városban két vasútállomás található egymás szomszédságában. Az egyik a Ferrovie dello Stato normál nyomtávú állomása, ahonnan Sondrio, Lecco és Milánó felé indulnak vonatok. A másik a Rhätische Bahn által üzemeltetett metrikus nyomtávú Bernina-vasút végállomása, ahonnan a Bernina-hágó környékének síterepei, Pontresina és St. Moritz érhető el.

## Fordítás
- Ez a szócikk részben vagy egészben a Tirano című angol Wikipédia-szócikk ezen változatának fordításán alapul.  Az eredeti cikk szerkesztőit annak laptörténete sorolja fel. Ez a jelzés csupán a megfogalmazás eredetét és a szerzői jogokat jelzi, nem szolgál a cikkben szereplő információk forrásmegjelöléseként.